# Bert Ostyn
Bert Ostyn (Kortrijk, 27 juli 1981) is een Belgische zanger en gitarist. Hij is de frontman van de Belgische band Absynthe Minded, die hij in 1999 in de vorm van een eenpersoonsband was gestart. De groep bracht zeven albums uit waarvan er twee goud behaalden in België (New Day in 2005 en As it ever was in 2012) en één platina (Absynthe Minded in 2009).
In 2010 componeerde hij de muziek voor de Belgisch-Turkse film Turquaze. Daarvoor kreeg hij in september 2011 tijdens het Filmfestival Oostende de Vlaamse Filmprijs voor beste muziek. Daarvoor werkte hij samen met de Qanumspeler Osama Abdulrasol en het Spiegel String Quartet. Ostyn componeerde ook de muziek voor de Canvasreeks Bevergem, die in het najaar van 2015 op tv kwam.
In februari 2015 kwam zijn solo-album No South of the South Pole uit.
In 2021 kwam het 7e seizoen Liefde voor Muziek uit waar Bert nummers covert van de anderen (Tourist LeMC, Ronny Mosuse, Emma Bale, Geike Arnaert, Willy Sommers, Cleymans & Van Geel) - en uiteraard ook omgekeerd.
Op record store day, 12 juni 2021, brengt Ostyn samen met Nick Defour (Stakattak) het album The Swimmer uit onder de naam Kidiot. De eerder korte en elektronische punknummers combineren de beats en samples van Ostyn met de licht absurde teksten van Defour.

## Albums

### Absynthe Minded
- Acquired taste (2004)
- New day (2005)
- There is nothing (2007)
- Absynthe Minded (2009)
- Fill me up - The best of (verzamelalbum, 2010)
- As it ever was (2012)
- Jungle eyes (2017)
- Riddle of the sphinx (2020)
- Saved along the way - The best of (verzamelalbum, 2021)
- Sunday painter (2023)

Bert Ostyn
- Turquaze (soundtrack, 2010)
- No South of the South Pole (als OSTYN, 2015)

Kidiot
- The Swimmer (2021)

- Gemeinsame Normdatei: 135500028
- International Standard Name Identifier: 0000 0003 7207 3236
- MusicBrainz: 2ee01995-56d4-4c24-8a85-ff2b6807c191
- Virtual International Authority File: 80225519
- WorldCat: E39PBJjmVFDbfcJCB6gwgTGbVC